# ミステリアスアイランド
ミステリアスアイランド (Mysterious Island) とは、東京ディズニーシー (TDS) にあるテーマポートの一つである。

## 概要
- 1873年の南太平洋の火山島。秘密の洞窟を通り水門を抜けると、謎の天才科学者・ネモ船長の秘密研究所が広がっている。ここではネモ船長の開発した地底走行車や小型潜水艦に乗ることができる。直径70ｍに及ぶ火山湖、ヴァルカンズ・コルドロンには回廊が設けられ、飲食施設などが見学者のために解放された。ネモ船長の潜水艦、ノーチラス号が係留されている。

このテーマポートは、ジュール・ヴェルヌの小説『海底二万里』、またそれを原作とした1954年公開のディズニー映画『海底二万哩』に登場する島である「バルケニア島」がモチーフとなっており、テーマポート全体の世界観もジュール・ヴェルヌの作品と『海底二万哩』に基づいている。アトラクション「海底2万マイル」も、これらの小説と映画を基にしている。
テーマポート名である「ミステリアスアイランド」は、同じジュール・ヴェルヌの『神秘の島』にちなんでいる（作品中の島の名前は「リンカーン島」）。東京ディズニーシーのシンボル的存在である「プロメテウス火山」はこのエリアに存在しており、「センター・オブ・ジ・アース」はジュール・ヴェルヌの「地底旅行」を再現しているアトラクションである。
ミステリアスアイランドは、いわゆるスチームパンクデザインを取り入れている。このエリアは『海底二万哩』の世界観を前面に押し出しており、ディズニーランド・パーク（ディズニーランド・パリ）の「ディスカバリーランド」と共通点が多い。
テーマポート内のノーチラス号は、パリのディスカバリーランドの池に係留されているものよりもひと回り小さく、パリ版はウォークスルー型のアトラクションであるのに対し、こちらでは中に入ることはできない。これらノーチラス号のデザインは、『海底二万哩』に登場したものの再現であり、東京ディズニーリゾートで唯一実写映画を基にしたテーマエリアとなっている。

## 施設

### アトラクション
- センター・オブ・ジ・アース
- 海底2万マイル

### ショップ
- ノーチラスギフト
  - ノーチラス号の修理工場という設定。屋根の電波探知機により、ネモ船長の飛行機が着陸できる。

### レストラン
- ヴォルケイニア・レストラン
  - プロメテウス火山による地熱を利用した地熱発電所であり、地下の蒸気を利用してゲストに食事を提供しているとされている。
- ノーチラスギャレー
  - ノーチラスギフトの地下にあり、ノーチラス号のクルーの炊事室という設定である。
- リフレッシュメント・ステーション

### サービス施設
レストルーム
- 「ノーチラスギフト」横
- 「ヴォルケイニア・レストラン」店内

公衆電話
- 「ノーチラスギフト」横

- メールボックス

- 「ノーチラスギフト」横

灰皿喫煙場所
- 「海底2万マイル」付近 ※現在はなくなっている

## プロメテウス火山
- ミステリアスアイランドにある、東京ディズニーシー内のシンボル的存在（公式のシンボルはディズニーシー・アクアスフィア）である「プロメテウス火山」の高さは、東京ディズニーランドの「シンデレラ城」と同じ51mとなっている[1]。しかし、地盤沈下を考慮して建設されたため、今のところ若干「プロメテウス火山」のほうが高い。将来的には、全く同じ高さになるように計算されている[要出典]。
- その名は神から火を盗み人間に与えたギリシャ神話の英雄、プロメーテウスから[1]、外見はイタリア・ナポリにある火山「ヴェスヴィオ山」がモデルとなっている。

## トリビア
- 通常はパーク内の従業員の事を「キャスト」と呼ぶが、このテーマポートのみ、キャストはネモ船長の乗組員という設定の為「クルー」と呼ばれる。
  - クルーは左手を右肩に当てるという独特の敬礼をする。これは両腕で「N」を象り、ネモ船長への敬意を表すものである。クルーを見かけたら左手を右肩に当て「モビリス」と声をかけると同じポーズで「モビリ」と答えてくれる。「モビリス・イン・モビリ」とはラテン語で「変化をもって変化する」という意味である。
  - 「海底2万マイル」のクルーの制服は、ディズニー映画『海底二万哩』でのノーチラス号のクルーのものを基にデザインされている。
- ヴォルケイニア・レストランとリフレッシュメント・ステーション間の地面に描かれているNマークは、ネモ船長が試作中のフライングマシーン（アルバトロス号）の着陸地点の目印という設定になっている。ジュール・ヴェルヌの小説『征服者ロビュール』には同名の飛行船が登場するが、同小説とネモ船長によるフライングマシーンは、外観も仕組みも全く異なる。リフレッシュメント・ステーション側には着陸の際の降着車輪の跡が残っている。フライングマシーンの模型をセンター・オブ・ジ・アースの待機列の途中で見ることができる（センター・オブ・ジ・アースが長期間運休中に不定期に開催されるガイドツアーにて説明がある）。
- センター・オブ・ジ・アースの入口は、削岩機で穿ったという設定になっている。このため、センター・オブ・ジ・アースの入口付近は、螺旋状のドリルの跡が残されており、円を2つ繋げたような形状の穴になっている（センター・オブ・ジ・アースが長期間運休中に不定期に開催されるガイドツアーにて説明がある）。また、この削岩機は排気ガスの出ないネモニウムというエネルギーで動いているのだという。
- ミステリアスアイランドの一部の場所はちょうど道路があり、パークを訪れたゲストからは見えないように設計されている。例えば「カルデラ・コリドー」（ポートディスカバリーとミステリアスアイランドとの間を結ぶトンネル）の下と、マーメイドラグーンへ向かう道の上には道路がある。
- プロメテウス火山は時々噴火し炎を上げるが、まれにミッキーシェイプの炎を上げる事がある（隠れミッキーのひとつ）。